# بالچی‌لی (گوی‌گول)
بالچی‌لی (به لاتین: Balçılı، تا ۵ اکتبر ۱۹۹۹ بولچالی Bolçalı) یک منطقه مسکونی در جمهوری آذربایجان است که در شهرستان گوی‌گول واقع شده است. بالچی‌لی ۱۹۴۵ نفر جمعیت دارد.